# Gare de Duppigheim
La gare de Duppigheim est une gare ferroviaire française de la ligne de Strasbourg-Ville à Saint-Dié, située sur le territoire de la commune de Duppigheim, dans la collectivité européenne d'Alsace, en région Grand Est. Elle dessert le parc d'activités économiques de la plaine de la Bruche.
Elle est mise en service en 1864 par la Compagnie des chemins de fer de l'Est. 
C'est une halte voyageurs de la Société nationale des chemins de fer français (SNCF) du réseau TER Grand Est, desservie par des trains express régionaux.

## Situation ferroviaire
Établie à 157 mètres d'altitude, la gare de Duppigheim est située au point kilométrique (PK) 12,305 de la ligne de Strasbourg-Ville à Saint-Dié entre les gares d'Entzheim-Aéroport et de Duttlenheim.

## Histoire
La station de « Duppigheim - Kolbsheim » est mise en service le 28 septembre 1864. par la Compagnie des chemins de fer de l'Est lorsqu'elle ouvre à l'exploitation le chemin de fer vicinal n°1 bis de Strasbourg à Barr,.
En 2014, c'est une gare voyageurs d'intérêt local (catégorie C : moins de 100 000 voyageurs par an de 2010 à 2011), qui dispose de deux quais, quatre abris et une passerelle.

## Fréquentation
De 2015 à 2024, selon les estimations de la SNCF, la fréquentation annuelle de la gare s'élève aux nombres indiqués dans le tableau ci-dessous.
| Année     | 2015    | 2016    | 2017    | 2018    | 2019    | 2020   | 2021   | 2022   | 2023    | 2024    |
| --------- | ------- | ------- | ------- | ------- | ------- | ------ | ------ | ------ | ------- | ------- |
| Voyageurs | 111 309 | 116 104 | 114 495 | 113 985 | 111 178 | 72 738 | 88 012 | 92 523 | 101 787 | 118 030 |

## Service des voyageurs

### Accueil
Halte SNCF, c'est un point d'arrêt non géré (PANG) à accès libre. Elle est équipée d'automates pour l'achat de titres de transport, elle dispose de deux quais avec abris. Des aménagements et équipements permettent son utilisation par des personnes à la mobilité réduite. La halte est accessible par la place de la gare ou par le nouvel accès de la D111.
La traversée des voies et le passage d'un quai à l'autre s'effectuent par une passerelle accessible à partir des quais par des escaliers et des ascenseurs.

### Desserte
Duppigheim est une halte voyageurs du réseau TER Grand Est, desservie par des trains express régionaux de la relation : Strasbourg-Ville - Entzheim-Aéroport - Molsheim.

### Intermodalité
Un parc pour les vélos et deux parkings (un place de la gare et un autre près de la D111) pour les véhicules y sont aménagés. La gare est également desservie par le transport à la demande zonal Flex'hop de la Compagnie des transports strasbourgeois.